# La Martyre
La Martyre é uma comuna francesa na região administrativa da Bretanha, no departamento Finisterra. Estende-se por uma área de 18,13 km². Em 2010 a comuna tinha 753 habitantes (densidade: 41,5 hab./km²).